# Arne Myrdal
Arne Johannes Myrdal, född 2 november 1935 i Arendal, Aust-Agder, död 8 augusti 2007 i Arendal, Aust-Agder, var en norsk högerextremist, invandringsmotståndare och politisk aktivist. 
 
Myrdal utförde en rad kontroversiella handlingar relaterade till invandringen i början av 1990-talet. Myrdal arresterades år 1989 för att ha planerat att spränga en asylmottagning på ön Tromøya utanför Arendal. Vid husrannsakningen av Myrdals hus fann polisen ritningar, 5 kilo dynamit och annat bevismaterial. Myrdal avtjänade ett års fängelse för planerna.
Myrdal var under 1960-talet aktiv i den lokala politiken för Arbeiderpartiet, men på grund av stridigheter lämnade han partiet och startade Øyestad frie Arbeiderparti. 
I början av 1980-talet sammanställde han en kontroversiell bok om lokalhistoria, som  uppmärksamhet av Verdens Gang.